# Zamek Koerich
Zamek Koerich (luks. Gréiweschlass, fr. Château de Gravenburg, niem. Schloss Koerich) – zamek w centrum Koerich w Luksemburgu; jeden z siedmiu zamków w „dolinie siedmiu zamków”.

## Położenie
Zamek zlokalizowany jest w centrum Koerich w środkowym Luksemburgu, w dolinie niewielkiego potoku Goebelange. Obok niego znajduje się barokowy kościół z 1748 roku.

## Historia
Budowę zamku rozpoczął Wirich I, seneszal i pierwszy udokumentowany właściciel Koerich, na przełomie XII i XIII wieku. Wieżę i ściany zewnętrzne wzniesiono w stylu romańskim, a całość przebudowano w 1300 roku w stylu gotyckim. Zamek okalała fosa szeroka na 9–12 m zasilana wodą z potoku Goebelange. Jego mury miały grubość 3 m i wznosiły się na wysokość 15 m. Nad budowlą górował donżon, który od XVII stulecia nazywany był „wieżą czarownic” – w okresie polowań na czarownice w wieży więziono kobiety oskarżone o czary. W latach 1380–1385 Gilles d'Autel-Koerich wzniósł rezydencję w stylu gotyckim i dobudował dwie prostokątne wieże w części południowej. W latach 1580–1585 Jacques II de Raville przeprowadził przebudowę w stylu renesansowym, po której zachował się do dziś komin na pierwszym piętrze wieży południowo-zachodniej oraz duże okna. 
Kolejne przekształcenie miało miejsce w 1728 roku, kiedy skrzydło południowe zostało zbarokizowane.
Od II połowy XVIII wieku zamek pozostawał niezamieszkany i uległ zniszczeniu. Na początku lat 50. XX stulecia ówczesny właściciel Pierre Flammang przeprowadził prace konserwacyjne ruin. Obecnie ruiny obiektu są własnością państwa luksemburskiego, udostępnioną dla zwiedzających. W latach 2009–2019 przeprowadzono jego gruntowną konserwację. Ruinami zamku opiekuje się stowarzyszenie Käercher Schlassfrënn. 
Koerich jest jednym z siedmiu obiektów warownych w „dolinie siedmiu zamków” – w dolinie rzeki Eisch. Co roku we wrześniu na zamku odbywa się festiwal tematyczny „Tempus Mediaevale” dotyczący średniowiecza.

## Architektura
Zamek na planie prawie kwadratu z imponującym późnoromańskim donżonem (u podstawy 12 × 11,6 m) o wysokości 11 m (jego pierwotna wysokość szacowana jest na 25–30 m). Do dziś zachowała się także jedna, południowo-zachodnia wieża, w której znajduje się kaplica św. Michała – stąd jej nazwa „Kapellenturm”.